# Günter Fahlbusch
Günter Albin Hermann Fahlbusch (* 22. Oktober 1919 in Stettin) ist ein deutscher Politiker (DP).

## Leben
Fahlbusch wurde nach dem Besuch der Oberrealschule zunächst Polizeiverwaltungsbeamter. Er beantragte am 26. Mai 1937 die Aufnahme in die NSDAP und wurde rückwirkend zum 1. Mai desselben Jahres aufgenommen (Mitgliedsnummer 5.783.317). Im Zweiten Weltkrieg geriet er in Kriegsgefangenschaft. Nachdem er aus dieser entlassen worden war, wurde er Leiter der Verwaltungspolizei in Mühlhausen/Thüringen. 1947 ging er in den Westen und wurde beim Landesernährungsamt in Oldenburg (Oldb) tätig. Dort schloss er sich 1949 der Deutschen Partei an, deren Bezirksgeschäftsführer in Oldenburg er 1950/51 war. Anschließend zog es ihn nach Hamburg, wo er als Geschäftsführer eines Unternehmens arbeitete. 1953 – er wohnte im Stadtteil Eppendorf – rückte er für seine Partei bis zum Ende der Wahlperiode im selben Jahr in den Bezirksausschuss Hamburg-Nord nach. Bei der Bürgerschaftswahl 1953 wurde er auf dem Wahlvorschlag des Hamburg-Blocks in die Hamburgische Bürgerschaft gewählt. Die Bürgerschaft wählte ihn zu einem ihrer vier Schriftführer. Nachdem die wieder eigenständig kandidierende DP 1957 an der Fünf-Prozent-Hürde gescheitert war, schied er aus dem Hamburger Landesparlament aus.